# Mike Swain
Michael "Mike" Swain, (* 21. prosince 1960 v Elizabeth, Spojené státy americké) je bývalý americký zápasník – judista, bronzový olympijský medailista z roku 1988.

## Sportovní kariéra
S judem začínal v 8 letech v rodném Elizabeth pod vedením Richarda Meoly. Vrcholově se judem zabýval na univerzitě v San José pod vedením Jošisada Jonezukou. Jeho trenér mu otevřel cestu do Japonska, kde trávil tréninkem mnoho času a jako první Američan se výrazně prosadil ve světě vrcholové juda. V roce 1987 zúročil tvrdou práci ziskem prvního titulu mistra světa pro americké judo. Jeho osobní technikou bylo tai-otoši, ale jeho největší předností byl boj na zemi (ne-waza).
V nominaci na olympijské hry byl již v roce 1980, ale kvůli bojkotu Spojených států o možnost účasti přišel. V roce 1984 si nominaci na olympijské hry v Los Angeles vybojoval, ale nezvládl domácí atmosféru a vypadl hned v úvodu. Na olympijské hry v Soulu odjížděl jako úřadující mistr světa, ale opět neustál tlak médií, která ho viděla jako prvního amerického olympijského vítěze v judu. Ve čtvrtfinále ho v závěru poslal kombinací na záda Sven Loll z Východního Německa. Bronzová medaile, kterou dostal přes opravy dodatečně byla slabou útěchou.
Sportovní kariéru ukončil po mistrovství světa v roce 1989. V roce 1992 se vrátil a vybojoval třetí účast na olympijských hrách v Barceloně. Návrat na scénu skončil nezdarem a vzápětí ukončil sportovní kariéru definitivně. Věnoval se trenérské práci a podniká v oblasti bojových sportů. Jeho manželkou je bývalá brazilská reprezentantka v judu Tânia Ishiiová.

## Výsledky
| Turnaj                  | 1978       | 1979       | 1980       | 1981       | 1982       | 1983       | 1984       | 1985       | 1986       | 1987       | 1988       | 1989       | 1990       | 1991       | 1992       |
| Turnaj                  | 18         | 19         | 20         | 21         | 22         | 23         | 24         | 25         | 26         | 27         | 28         | 29         | 30         | 31         | 32         |
| Turnaj                  | lehká váha | lehká váha | lehká váha | lehká váha | lehká váha | lehká váha | lehká váha | lehká váha | lehká váha | lehká váha | lehká váha | lehká váha | lehká váha | lehká váha | lehká váha |
| ----------------------- | ---------- | ---------- | ---------- | ---------- | ---------- | ---------- | ---------- | ---------- | ---------- | ---------- | ---------- | ---------- | ---------- | ---------- | ---------- |
| Olympijské hry          |            |            | —          |            |            |            | úč.        |            |            |            | 3.         |            |            |            | úč.        |
| Mistrovství světa       |            | —          |            | —          |            | úč.        |            | 2.         |            | 1.         |            | 2.         |            | —          |            |
| Panamerické hry         |            | —          |            |            |            | 3.         |            |            |            | 1.         |            |            |            | —          |            |
| Panamerické mistrovství | 2.         |            | —          |            | —          |            | —          | —          | 1.         |            | —          |            | —          |            | —          |